# Stała Marchettiego
Stała Marchettiego – prawidłowość opisana w 1994 roku przez Cesare Marchettiego na podstawie badań Yacova Zahaviego, według której ludzie na świecie, niezależnie od kultury, klasy społecznej, zawodu i środka transportu, poświęcają na dojazd do pracy ok. godziny.